# George Kerr McNaughton
Pour les articles homonymes, voir George McNaughton et McNaughton.
George Kerr McNaughton (4 juillet 1877-15 septembre 1951) est un homme politique canadien de la Colombie-Britannique. Il est député provincial conservateur de la circonscription britanno-colombienne de Comox de 1928 à 1933,.